# 詹弗兰科·莱翁奇尼
詹弗兰科·莱翁奇尼（義大利語：Gianfranco Leoncini，義大利語發音：[dʒaɱˈfraŋko leonˈtʃiːni]，1939年9月25日—2019年4月5日），意大利足球运动员，司职中场。

## 职业生涯

### 俱乐部
莱翁奇尼曾效力于尤文图斯，亚特兰大和曼托瓦。他在尤文图斯队赢得了3个意甲冠军。

### 国家队
莱翁奇尼代表意大利参加了1966年FIFA世界杯。

## 荣誉
尤文图斯
- 意大利盃：1958-59，1959-60，1964-65
- 意甲：1959-60，1960-61，1966-67